# Kid (hulpmotormerk)
Kid is een historisch Frans merk van hulpmotoren.
Deze werden boven het voorwiel van een fiets geplaatst. Ze werden begin jaren vijftig al geleverd. De Kid had een 48 cc tweetaktmotortje dat via een carborundumrol het voorwiel aandreef.